# الحليف المحايد

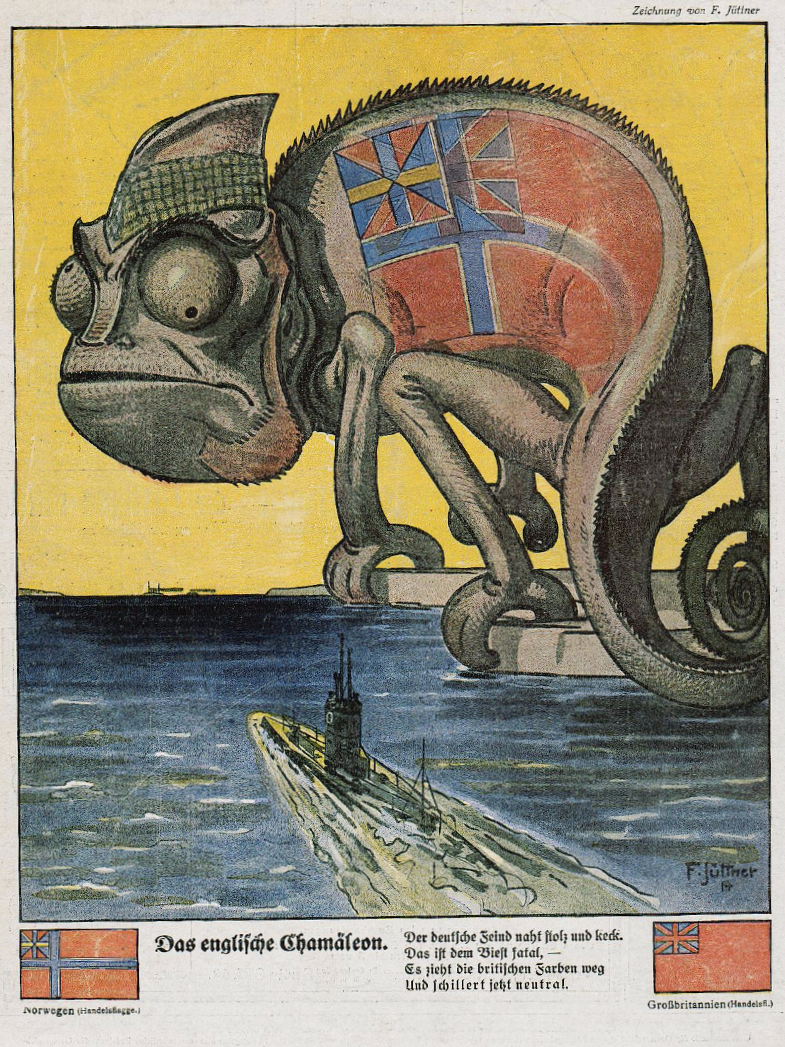
ملصق دعائي ألماني من حقبة الحرب العالمية الأولى يتهم المملكة المتحدة بإخفاء سفنها على أنها نرويجية أثناء الحرب، وتبرير حرب الغواصات المفتوحة.

يشار إلى النرويج أحيانًا باسم "الحليف المحايد". خلال الحرب العالمية الأولى، ورغم أن النرويج كانت دولة محايدة من الناحية النظرية، فإن الضغوط الدبلوماسية من الحكومة البريطانية دفعت الحكومة إلى تفضيل بريطانيا بشكل كبير فيما يتعلق بأسطول الشحن النرويجي الكبير وإمدادات الأسماك الواسعة. تم صياغة هذا المصطلح من قبل المؤرخ النرويجي أولاف ريستي في ستينيات القرن العشرين.
في عام 1905، عندما حصلت النرويج على استقلالها، اتفق سياسيو البلاد على أن النرويج يجب أن تظل محايدة في الصراعات الدولية. وبما أن القوى العظمى لم تكن لديها رغبة في إثارة الاضطرابات في الدول الإسكندنافية، فقد وقعت اتفاقية تحترم حياد النرويج. ومع ذلك، كان الاتجاه السياسي واضحا: خوفا من الطموح الروسي في الشمال، كان الشعور هو أن النرويج يجب أن تكون محايدة إذا اندلعت الحرب، والاعتماد على المساعدة من بريطانيا العظمى إذا تعرضت للهجوم.
وقد تم تعزيز هذا التقارب نحو الغرب من خلال التجارة الدولية. في أوائل القرن العشرين، كان أسطول التجارة النرويجي واحدًا من أكبر الأساطيل في العالم، وكانت البلاد بحاجة إلى إمدادات هائلة من النفط والفحم والصلب لبنائه وتشغيله. عندما اندلعت الحرب عام 1914، كانت النرويج تصدر كميات كبيرة من الأسماك إلى الألمان والبريطانيين على حد سواء، مما أثار استياء الحكومة البريطانية. بدأ الحلفاء في منع الألمان من شراء هذه المخزونات السمكية من خلال رفع أسعارها، لكن التجارة في مناطق أخرى استمرت. كانت واردات خام النحاس والنيكل والبيريت النرويجية حيوية لصناعة الحرب الألمانية، وبحلول نهاية عام 1916، تعرضت الحكومة النرويجية لضغوط دبلوماسية شديدة من الحلفاء. تم التوصل إلى عدة اتفاقيات، لكن لم تكن أي منها مرضية تماما للحكومة البريطانية.
في عشية عيد الميلاد عام 1916، أصدرت الحكومة البريطانية إنذارًا نهائيًا، أبلغت فيه وزير الخارجية النرويجي، نيلز كلاوس إيلن، بأن صادرات بريطانيا من الفحم إلى النرويج سوف تتوقف ما لم تتوقف التجارة مع ألمانيا. وقد قامت الحكومة النرويجية بوزن خياراتها، وفي النهاية وافقت على الإنذار النهائي. وتزامن ذلك مع توسع ألمانيا في حرب الغواصات المفتوحة في بداية عام 1917. في المجمل، أغرقت الغواصات الألمانية 436 سفينة نرويجية في الفترة 1914-1917، من أصل 847 سفينة خلال الحرب بأكملها. مات أكثر من 1500 بحار نرويجي خلال هذه الفترة،  مما أدى إلى خلق مشاعر معادية للألمان بشكل متزايد في جميع أنحاء النرويج.
وهكذا، ربطت التجارة والتعاطف السياسي بين النرويج وبريطانيا خلال الحرب العالمية الأولى، على الرغم من أن النرويج ظلت محايدة رسميا.

## قراءة إضافية
- فراي، مارك. "المحايدون والحرب العالمية الأولى"، مجلة فورسفارس ستودييه ، العدد 3 (2000)، الصفحات 4-39، متاحة على الإنترنت
- هاوج، كارل إريك. "النرويج"، في: 1914–1918- متصل. الموسوعة الدولية للحرب العالمية الأولى ، محرر بواسطة يوت دانيال، وآخرون. (جامعة برلين الحرة، 2016). متصل
- ريستي، أولاف. الحليف المحايد: علاقات النرويج بالقوى المتحاربة في الحرب العالمية الأولى (1995)